# Nikola Đurišić
Pour les articles homonymes, voir Nikola.
Nikola Đurišić (en cyrillique serbe : Никола Ђуришић), né le  23 février 2004 à Gand, dans la Province de Flandre-Orientale, est un joueur belgo-serbe de basket-ball évoluant au poste d'ailier et mesurant 2,01 m.

## Biographie

### Jeunesse
Đurišić est né à Gand en Belgique alors que son père y jouait au football professionnel à Lokeren. Son père, Duško Đurišić est un ancien football professionnel monténégrin, et sa mère Vesna Čitaković est une ancienne volleyeuse professionnelle serbe qui a aidé l'équipe nationale serbe à remporter une médaille d'argent au Championnat d'Europe féminin de volley-ball 2007 et une médaille de bronze au Championnat du monde féminin de volley-ball 2006.
Il a passé son enfance en Belgique, en Italie, en Turquie et en Allemagne avec sa mère alors qu'elle jouait au volley-ball, avant de déménager à Belgrade, en Serbie, à l'âge de huit ans. Son oncle, Perica Đurišić, entraîneur de basket-ball, l'a initié au basket-ball.
Đurišić a commencé à jouer au basket-ball avec l'équipe de jeunes du KK Banjica avant de rejoindre l'équipe de jeunes du Mega Basket en 2017.
Lors du tournoi Euroleague Basketball Next Generation 2020-2021, il a des moyenne de 16,9 points, 7,6 rebonds, 5,6 passes décisives et 1,9 interceptions par match, et a été sélectionné dans le meilleur cinq majeur du tournoi.
En mai 2022, il est nommé MVP de la finale de l'Euroleague NGT et honoré dans l'équipe All-Tournament de l'Euroleague NGT, après que son équipe ait remporté le tournoi Euroleague Basketball Next Generation pour la saison 2021-2022.

### Carrière professionnelle

#### Mega Basket (2020-2024)
En septembre 2020, Mega Basket prête Đurišić à l'OKK Belgrade pour la saison 2020-2021 du championnat serbe. En 29 matches de saison régulière, il a des moyennes de 16,3 points, 3,2 rebonds et trois passes décisives par match.
Đurišić fait ses débuts dans l'équipe du Mega Basket le 11 avril 2021 lors de la défaite 84 à 76 chez le KK FMP en jouant seulement 17 secondes.
Le 23 février 2022, le jour de ses 18 ans, Đurišić signe son premier contrat professionnel avec le Mega Basket.
Durant la saison 2022-2023, Đurišić devient l'un des leaders de l'équipe, avec des moyennes de 13,1 points, 3,7 passes décisives et 3 rebonds en 24 matches d'ABA.
Durant la saison 2023-2024, Đurišić a des moyennes de 15,4 points, 3,5 passes décisives et 2,9 rebonds en tirant à 46,3% de réussite sur 30 matches d'ABA avec Mega.

#### Hawks d'Atlanta (depuis 2024)
Le 27 juin 2024, lors de la draft, il est sélectionné en 43e position par le Heat de Miami. Le soir-même, ses droits sont transférés aux Hawks d'Atlanta en échange des droits sur A. J. Griffin et une somme d'argent.
En juillet 2024, il participe à la NBA Summer League 2024 de Las Vegas avec les Hawks.
En juillet 2025, il signe un contrat de trois saisons avec les Hawks d'Atlanta.

## Palmarès

### En club
- ABA League Top Prospect (2023)
- 2× Junior ABA League champion (2021, 2022)
- Vainqueur de l'Euroleague NGT (2022)
- MVP de l'Euroleague NGT (2022)
- Junior ABA League Ideal Starting Five (2021)
- 2× Euroleague NGT All-Tournament Team (2021, 2022)

### Sélection nationale
- 7e du championnat d'Europe U16 en 2019